# 知らない
「知らない」（しらない）は、星野源4作目のシングル。
2012年11月28日にSPEEDSTAR RECORDSからリリース。

## 概要
前作「夢の外へ」より4か月振りのリリース。
季節が裏テーマとなっており、冬の朝のイメージで描いたという「知らない」から始まり、秋が「ダンサー」、夏が「季節」、春が「おもかげ(House ver.)」とシングルを通して逆流していく。
初回限定盤はスリーブケース仕様で特典DVDが付属。

## 収録曲

### CD
（作詞・作曲・編曲：星野源、ストリングスアレンジ：岡村美央、星野源）
1. 知らない [4:51]
  - この曲について星野は「プライベートでショックな出来事があって、それに反応するように作らされた曲」と話している[1]。
2. ダンサー [3:13]
  - バナナマンのコント公演『bananaman live TURQUOISE MANIA』用に書き下ろしたインスト曲が原形となっている[2]。
3. 季節 [3:54]
  - ベースをOKAMOTO'Sのハマ・オカモト、ドラムスを赤い靴の神谷洵平が担当している[2]。後に前田敦子主演の映画『もらとりあむタマ子』のエンディングとして使用された。
4. おもかげ（House ver.） [2:59]
  - 前作「夢の外へ」収録の『彼方』に引き続き、今回は星野が生まれ育った埼玉県の「川口のソウルミュージック」がテーマ[2]。

### 初回限定盤DVD
『ビデオのストレンジャー』監督：山岸聖太　約70分
- Music Video：「知らない」(監督：山口保幸)
このミュージックビデオのイメージとして星野は「僕はただ普通に、マイペースに生活してるんだけど、そこに映像で不穏なものが入り込む。それが幽霊にも見えるし、過去の記憶にも見えるし、でも基本的になんだかわからない。で、それがその人が家を出て外に出て行くときに、一瞬そこと繋がる何かが見えるという。一見、普通に生活しているように見える人が何か色々背負ってるような想像ができるような映像にしたい。」と話している[3]。
- Live：『星野源の日比谷野外大音楽堂ワンマンライブ』
- Documentary：Recording & Music Video メイキング
- 2012年8月にゲスト出演したビーチ・ボーイズの来日公演の裏側など[4]
- 星野源とスタッフによるオーディオコメンタリー収録

## 参加ミュージシャン
- 星野源：Vocal, Guitar, Piano, Chorus, Handclap
- 伊藤大地：Drums, Handclap
- 伊賀航：Bass, Handclap
- 高田漣：Pedal Steel, Handclap
- 野村卓史：Piano, Chorus
- 岡村美央・伊能修・伊勢三木子：1st Violin
- 杉野裕・吉田翔平：2nd Violin
- 萩原薫・菊地幹代：Viola
- 増本麻理・橋本歩：Cello
- オラリー：Chorus, Handclap
- 神谷洵平：Drums
- ハマ・オカモト：Bass